# Route nationale 5 (Bénin)
Pour les articles homonymes, voir Route nationale 5.
La route nationale 5 (RN 5) est une route béninoise allant de Tchaourou à Bétérou. Sa longueur est de 54 km.

## Tracé
- Département de Borgou
  - Tchaourou
  - Goro
  - Alafiarou
  - Bétérou